# Шахта «Дуванна»
ДВАТ Шахта «Дуванна» входить до ДХК «Краснодонвугілля» та розташована у місті Суходільськ, Краснодонської міськради Луганської області.
Стала до ладу у 1961 році.
Проектна потужність 600 тис.т на рік. Фактичний видобуток 1187/364 т/добу (1990/1999). У 2003 році видобуто 362,4 тис.т вугілля.
Максимальна глибина 382 м (1990—1999). Шахтне поле розкрите 2 вертикальними стволами. Протяжність підземних виробок 61,9/37,9 км (1990/1999). У 1990/1999 розробляла відповідно пласти і3', kн
5, kв
2, lв
6 та kн
5, k2, kв
2 потужністю 0,9-1,0/0,8-1,8 м, кути падіння 22-33о.
Шахта небезпечна за раптовими викидами вугілля і газу. Пласти небезпечні щодо вибухів вугільного пилу та схильні до самозаймання (і3').
Кількість очисних вибоїв 4/2/1, підготовчих 12/8 (1990/1999/2002). Обладнання: комплекс 3КМД-90Т.
Кількість працюючих: 1457/919 осіб, в тому числі підземних (основні категорії) 309/134 осіб (1990/1999).
Адреса: 94421, місто Суходільськ, Луганська область.